# Веденина, Дарья Сергеевна
Да́рья Серге́евна Веде́нина (в девичестве Годованиче́нко; 26 января 1991, Соликамск) — российская лыжница, начиная с 2010 года находится в составе российской национальной сборной. Трёхкратная чемпионка России в разных лыжных дисциплинах, чемпионка Европейского юношеского олимпийского фестиваля, многократная победительница и призёрка гонок всероссийского и международного значения, мастер спорта России по лыжным гонкам. На соревнованиях представляет Тюменскую область и физкультурно-спортивное общество «Динамо».

## Биография
Дарья Годованиченко родилась 26 января 1991 года в городе Соликамске Пермской области. Активно заниматься лыжными гонками начала в возрасте семи лет у тренера Е. В. Трусовой. Уже на юниорском уровне имела определённые успехи, в частности в 2009 году одержала победу на Европейском юношеском олимпийском фестивале в польском Щирке и побывала на чемпионате мира среди юниоров во французском Праз-де-Лисе.
В 2010 году переехала на постоянное жительство в Тюмень, где стала спортсменом-инструктором Центра спортивной подготовки и проведения спортивных мероприятий. Проходила подготовку под руководством тренера В. Д. Литвинцева, состояла в физкультурно-спортивном обществе «Динамо». Участница юниорских первенств мира 2010 и 2011 годов, хотя попасть здесь в число призёров ей не удалось.
На чемпионате России 2013 года в Сыктывкаре Годованиченко вместе с напарницей Оксаной Усатовой завоевала серебряную медаль в командном спринте классическим стилем. Год спустя на всероссийском первенстве в Тюмени одержала победу в спринтерской гонке классическим ходом и в составе сборной команды Тюменской области, куда также вошли лыжницы Оксана Усатова, Ольга Щучкина и Наталья Коростелёва, выиграла золотую награду в программе женской эстафеты 4 × 5 км.
Впоследствии вышла замуж и выступала на соревнованиях под фамилией мужа Веденина. Взяла небольшой перерыв в связи с рождением ребёнка, после чего в 2016 году вернулась в большой спорт — на чемпионате России в Тюмени вновь выиграла эстафету и стала серебряной призёркой в командном спринте классическим стилем. Помимо этого, добавила в послужной список две золотые и одну серебряную награды, полученные на Кубке FIS в Беларуси, показала свой лучший результат в зачёте Кубка мира — закрыла двадцатку сильнейших на этапе в Стокгольме.